# Lukaskirche (Werlte)
Die Lukaskirche ist eine evangelische Kirche im emsländischen Werlte. Die am 2. Juli 1951 eingeweihte Kirche ist eine Diasporakapelle aus dem Serienkirchen-Folgeprogramm der Notkirchen von Otto Bartning.

## Geschichte
Nach dem Zweiten Weltkrieg kamen in das katholische Emsland Heimatvertriebene aus Schlesien, Pommern, Ost- und Westpreußen. Eine evangelische Kirche gab es bisher nicht in Werlte, und da die katholische Kirche in Werlte im Frühjahr 1945 total zerstört worden war, wurde die Turnhalle am Westausgang des Ortes als Notkirche eingerichtet und auch der evangelischen Bevölkerung zur Verfügung gestellt.
1947 wurde die neue katholische Kirche in Werlte wieder errichtet. Der katholische Pastor Windus stellte diese Kirche auch für evangelische Gottesdienste zur Verfügung. Stand die Kirche nicht zur Verfügung, so fand der evangelische Gottesdienst in der katholischen Schule statt, die auch jederzeit benutzt werden konnte.
An den auswärtigen Predigtstellen fanden die Gottesdienste ebenfalls entweder in einer katholischen Kirche oder einer Schule statt.
Am 9. April 1951 begannen auf dem von der Gemeinde Werlte zur Verfügung gestellten Gelände im Eichenbrink die Bauarbeiten zur Errichtung einer eigenen Kapelle in Werlte. Die Kapelle war ein Geschenk der  „The Lutheran World Federation“. Die Bauzeit betrug ca. acht Wochen.
Am 6. Mai 1951 fand die Grundsteinlegung durch den Superintendenten Funke aus Meppen, dem Bauherrn Pastor Hill aus Papenburg, Ehrengästen und der Gemeinde statt.
Wegen der stark angewachsenen Gemeindegliederzahl auf fast 4000 Personen wurde die Kirche im Jahre 2003 um rund 100 Sitzplätze und einen angebauten Glockenturm mit zwei Glocken und integriertem Altarraum erweitert. Hier wurde auch die bei der Grundsteinlegung am 6. Mai 1951 gelegte Urkundenrolle geborgen und kopiert. Die Kirche bietet annähernd 300 Besuchern Platz.